# Hysni Milloshi
Hysni Milloshi (26 de enero de 1946 - 25 de abril de 2012) fue el fundador y primer secretario general del Unión de Voluntarios Activistas de Enver Hoxha, sucesor del Partido del Trabajo de Albania (PPSH), liderado por Enver Hoxha y que gobernó Albania entre 1944 y 1992.
Durante la República Popular de Albania, Milloshi era miembro del PPSH, tenía cierta reputación como escritor y figura en la sombra. Creó el 12 de febrero de 1991 en Berat la Unión de Voluntarios Activistas de Enver Hoxha, una organización leal a los principios de Hoxha, aparentemente con el apoyo y sustento de varios miembros de la "línea dura" del PPSH.